# Гідропарк (Київ)
Гідропа́рк — парк у Києві, розташований на Венеційському та Долобецькому островах між Дніпром та Русанівською протокою.

## Інформація про гідропарк
Гідропарк розташований на місці колишньої Передмостової слобідки, зруйнованої у 1943 під час окупації Києва. Парк було створено у 1965—1968 роках як водно-розважальний комплекс із численними пляжами, водними атракціонами, човновими станціями. Площа парку становить 365 гектарів. Архітектори проєкту — Всеволод Суворов та Ігор Шпара.
Влітку в гідропарку одночасно можуть перебувати до 75 тис. осіб.
Острови з'єднані між собою Венеційським мостом, з лівим берегом Дніпра — Русанівским мостом, з правим берегом Дніпра — мостом метро. У парку розташована станція метро «Гідропарк» Святошино-Броварської лінії Київського метрополітену. Також на території парку розташований Парк «Київ в мініатюрі».
У сьогоденні у Гідропарку розташовано багато розважальних установ (дискотек, ресторанів тощо). Серед доступних розваг: велика кількість пляжів (включаючи дитячий пляж, пляж для інвалідів, нудистський пляж), прокат човнів, катамаранів, настільний та звичайний теніс, пейнтбол, футбол, волейбол, водні атракціони, ресторани, казино, дискотеки.
У Гідропарку розташований культовий спортмайданчик «Качалка», заснований у 1970-ті роки польським гімнастом Касміром Ягельським та професором математики Юрієм Куком. Більшість тренажерів спортмайданчика виготовлені з металобрухту, відвідання безкоштовне.
З 6 квітня 2020 у відповідності до постанови Уряду № 211 «Про запобігання поширенню на території України гострої респіраторної хвороби COVID-19, спричиненої коронавірусом SARS-CoV-2», Гідропарк було закрито для відпочинку громадян. Поліцейські заблокували прохід по мосту над Венеційською протокою, і затримали чоловіка, який намагався потрапити на острів вплав.

## Зображення

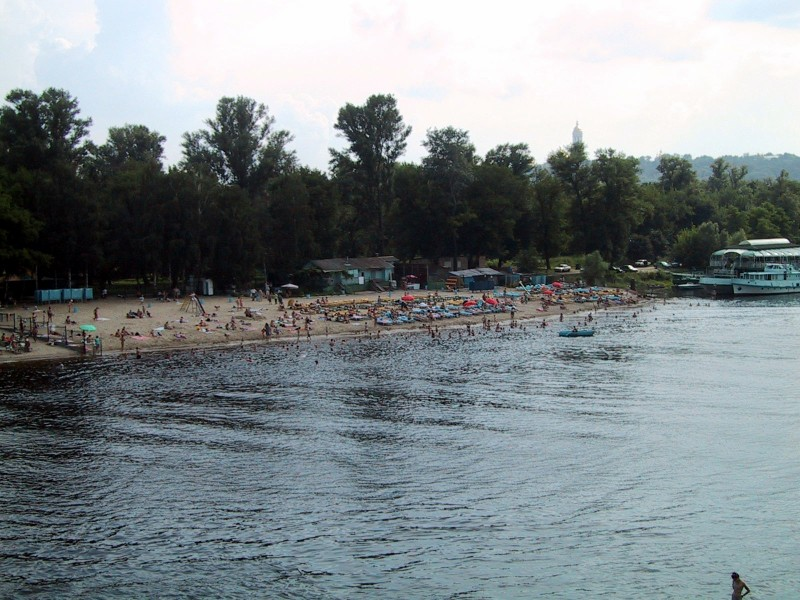
Пляж
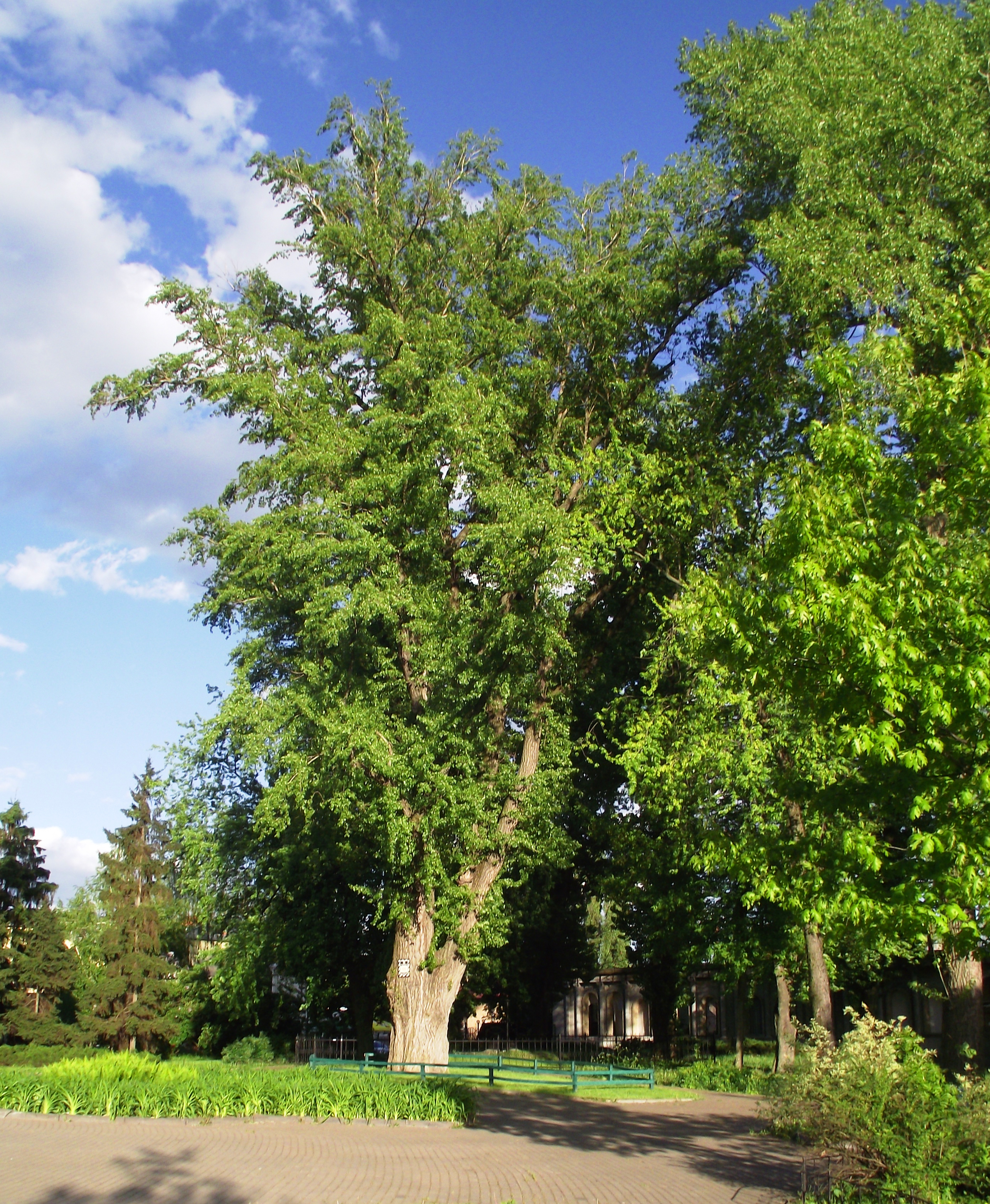
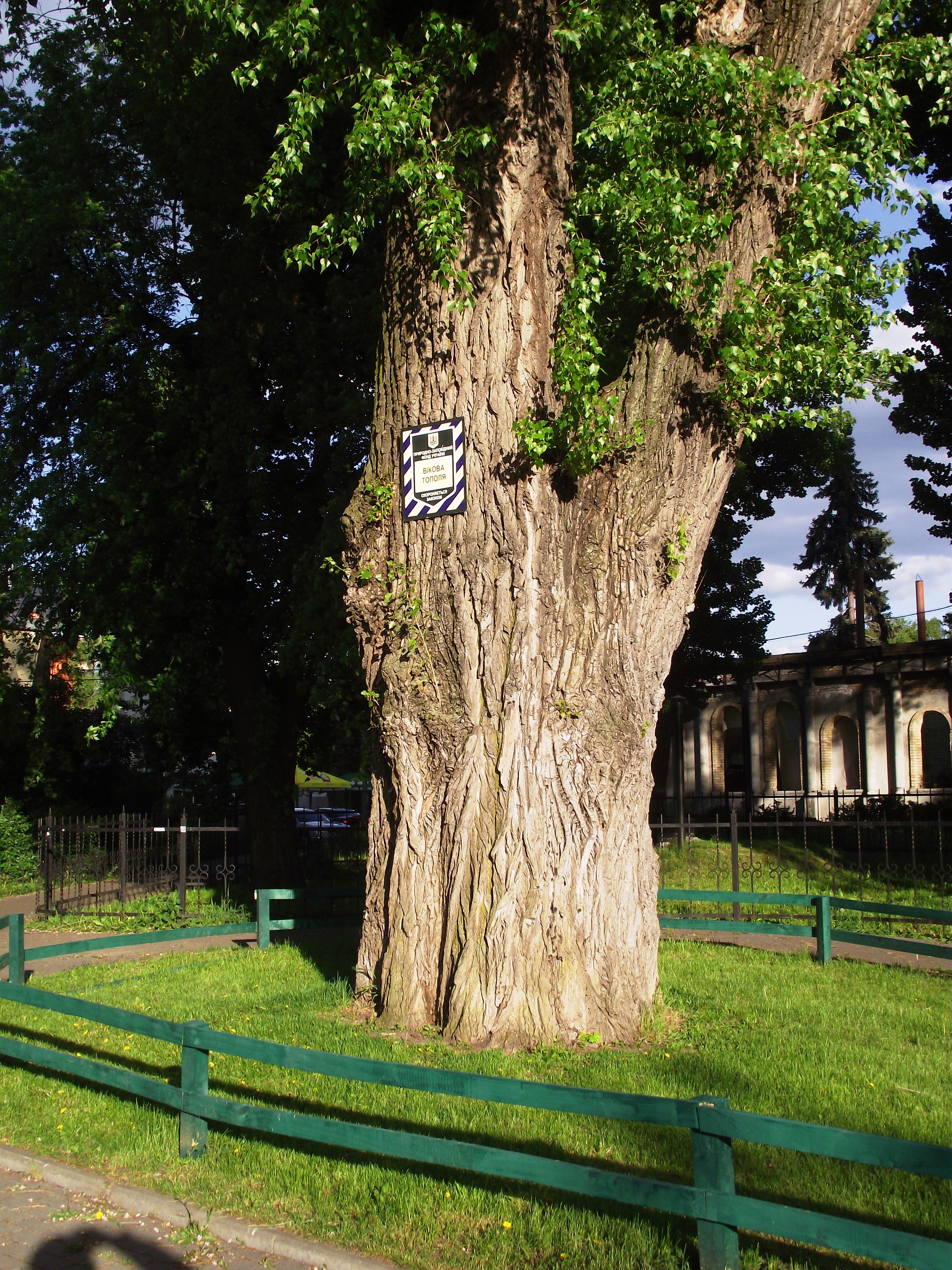
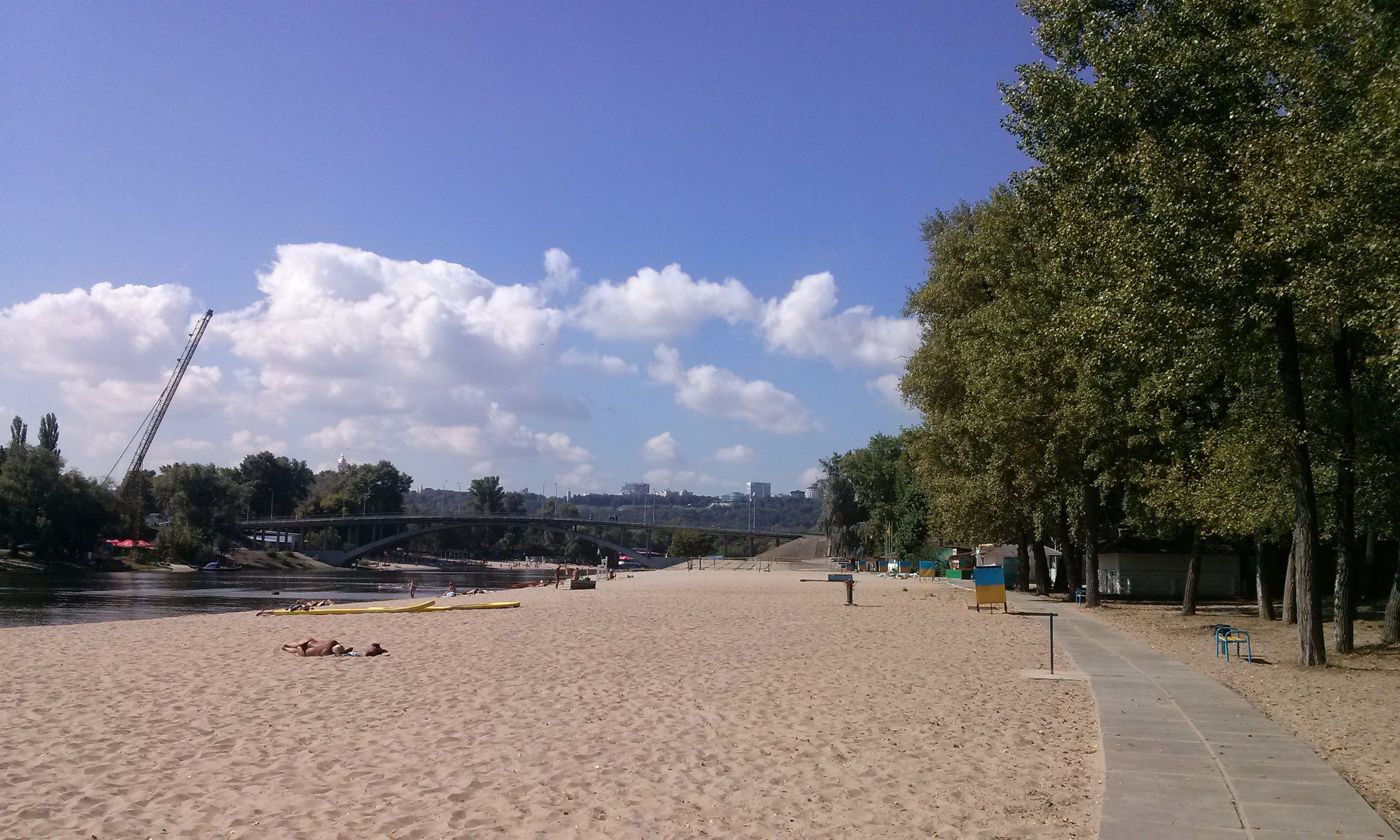
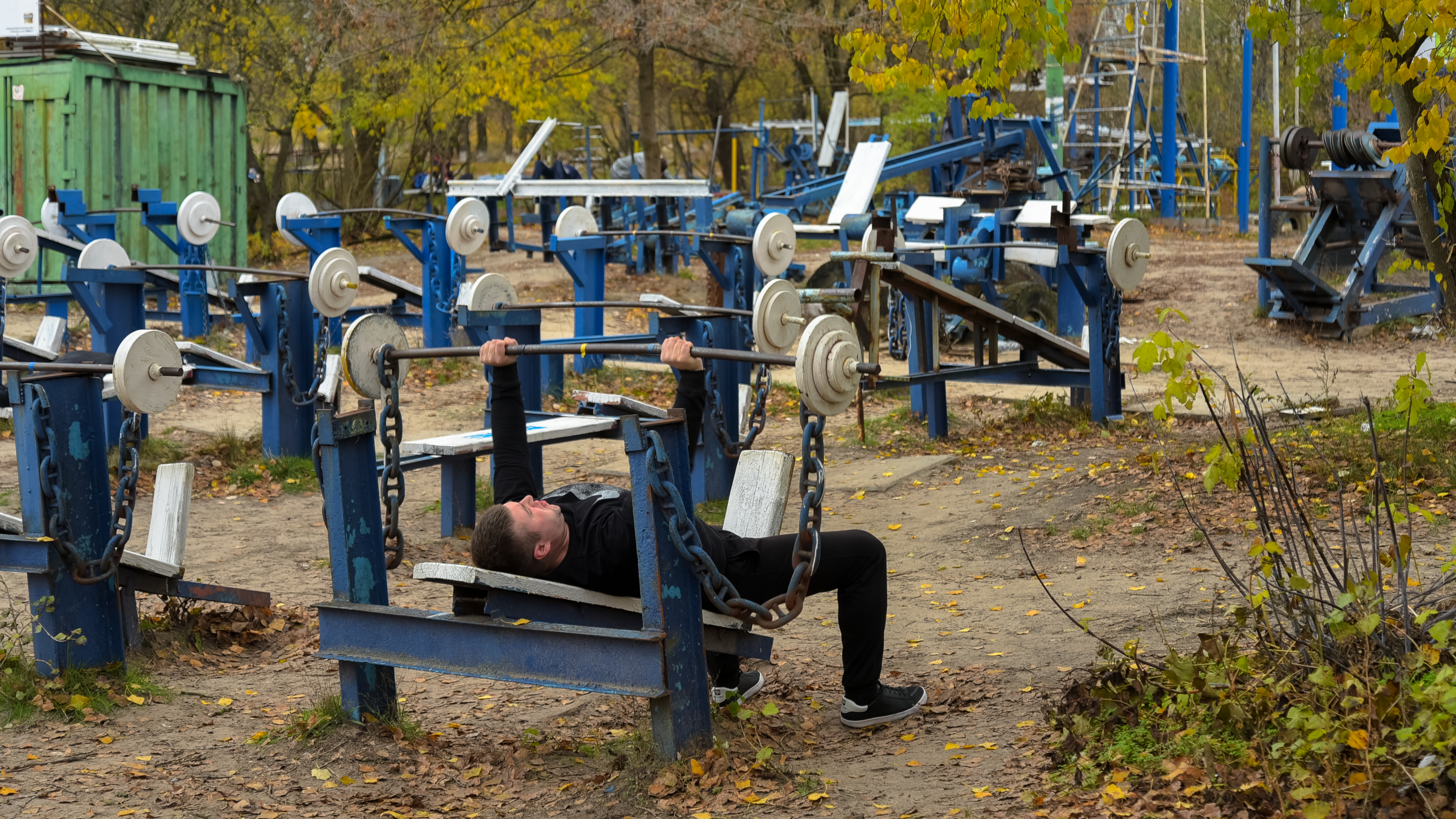
Качалка
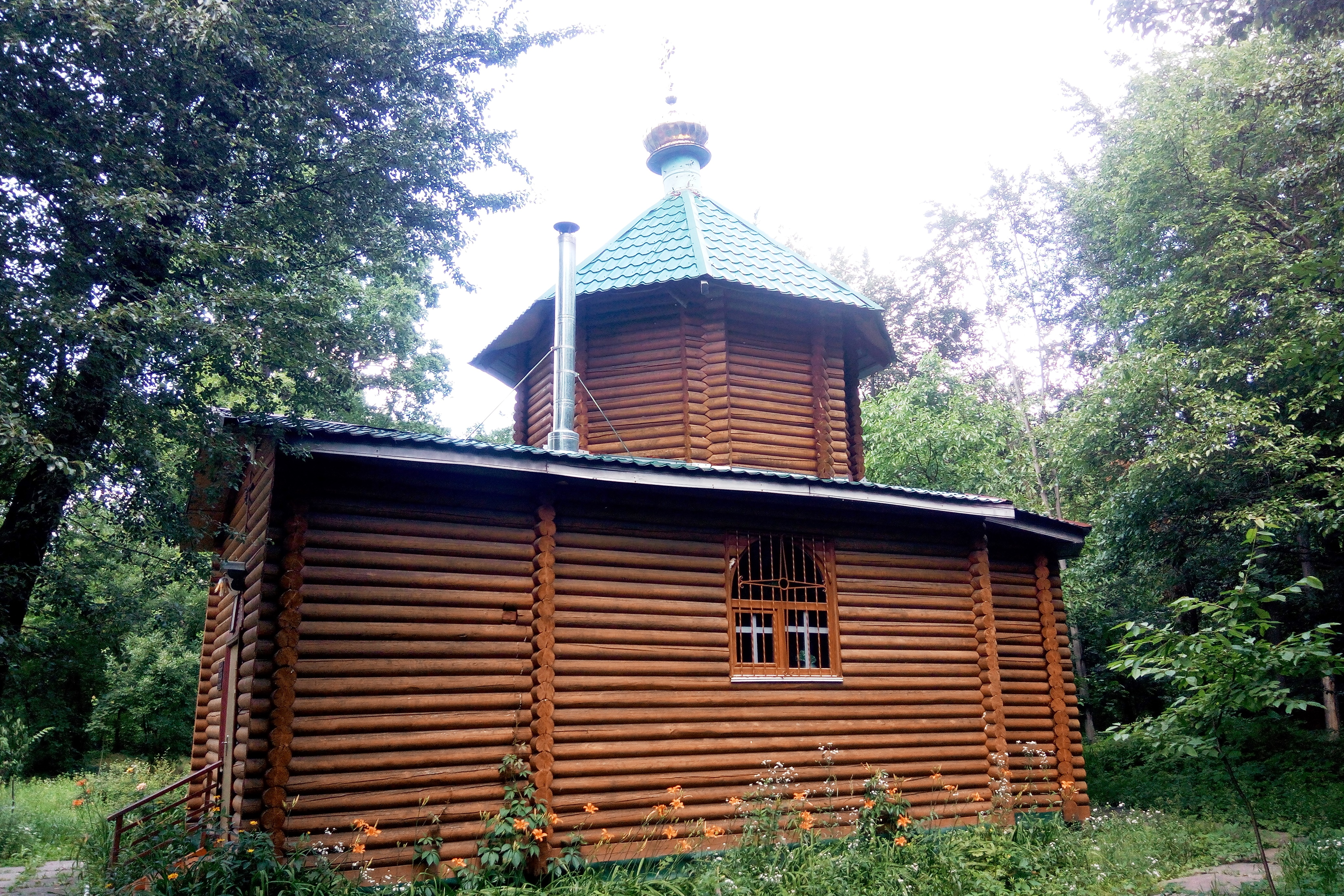
Храм мученика Валерія (УПЦ Московського патріархату)